# Zentrale pontine Myelinolyse

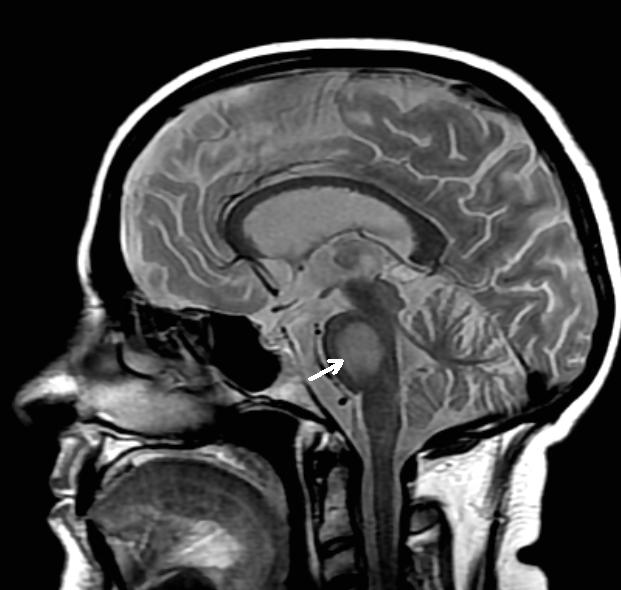

Die Zentrale pontine Myelinolyse (ZPM) (lat. pons, Brücke, pontine die Brücke betreffend; griech. μῦελόν, myelon, Mark, λύσις, lýsis, Auflösung) ist eine neurologische Erkrankung, bei der es zu einer Schädigung der Umhüllung von Nervenfasern besonders im Pons (Hirnstamm) kommt. Sie wird durch zu schnelle Korrektur eines krankhaft verminderten Natriumspiegels (Hyponatriämie) im Organismus hervorgerufen.
Als Variante der ZPM gilt die extrapontine Myelinolyse. Dabei kommt es zu Demyelinisierungen in Kleinhirn, Basalganglien, Capsula interna, Balken und in der Nähe der Ventrikel. Beide Formen werden als osmotisch demyelinisierende Erkrankung bzw. osmotisches Demyelinisierungssyndrom zusammengefasst, sie können auch gleichzeitig auftreten.

## Ursachen
Die zentrale pontine Myelinolyse wird unter anderem durch einen zu schnellen Ausgleich einer Hyponatriämie ausgelöst. Als Grenze gilt ein Serumnatrium von weniger als 126 mmol/l. Das Risiko steigt durch eine länger anhaltende Hyponatriämie.
Ursachen einer Hyponatriämie sind:
- sehr salzarme Diät bei hohen Trinkmengen (bei Unterernährung oder Appetitlosigkeit)
- Nebenwirkung von Medikamenten (Diuretika, Carbamazepin und andere neben oder zusammen mit Diuretika eingenommene Substanzen[1])
- Hormonstörungen (SIADH = Syndrom der inadäquat gesteigerten ADH-Sekretion =  Schwartz-Bartter-Syndrom, vor allem paraneoplastisch bei Tumorerkrankungen, Zentrales Salzverlustsyndrom)
- "Wasservergiftung" bei Ertrinkensunfällen oder fehlerhafter Infusionstherapie
- Alkoholismus

## Mechanismus
Die Vorstellung beruht auf dem Konzept der Osmose (Diffusion an semipermeablen Membranen). Dabei folgt das Wasser den Elektrolyten.
Bei einem Verlust von Natrium aus dem Blut sinkt der Natriumspiegel langsam auch in allen anderen Kompartimenten des Körpers. Dies wird bei langsamem Absinken meist gut vertragen. Wird die Hyponatriämie festgestellt und parenteral durch Infusion ausgeglichen, kommt es je nach Geschwindigkeit des Anstiegs des Natriumspiegels zu einer Verschiebung von Wasser aus dem Gewebe ins Blut, da Natrium nicht so rasch in die anderen Kompartimente (besonders in die Zellen) diffundieren kann. Die Dehydratisierung (Entwässerung) des Gehirns führt über einen unbekannten Mechanismus zu einer Zerstörung der Myelinscheiden. Der Vorgang wird als osmotische Demyelinisierung bezeichnet.

## Symptomatik und Verlauf
Etwa eine halbe Woche nach Ausgleich der Hyponatriämie beginnt die Erkrankung mit Bewusstseinsstörungen bis hin zum Koma, zunehmender Lähmung aller Extremitäten (Tetraparese) und Störung der Hirnstammfunktion (Augenbewegungsstörung, Gesichtslähmung, Schluckstörung, Atemlähmung). Die Ausprägung der einzelnen Symptome kann von leichter Müdigkeit und Gangunsicherheit bis zum Koma mit kompletter Lähmung und Versagen der Atemfunktion liegen.
Die Mehrheit der Patienten erholt sich weitgehend. Die Besserung beginnt frühestens zwei Wochen nach Ausbruch der Erkrankung, die Rehabilitation bei schwer betroffenen Patienten erstreckt sich oft über ein Jahr. Ein tödlicher Ausgang ist möglich, Todesursache sind meist die Komplikationen der intensivmedizinisch zu behandelnden Probleme (z. B. Pneumonien).

## Diagnosestellung
- Erhebung der Krankengeschichte

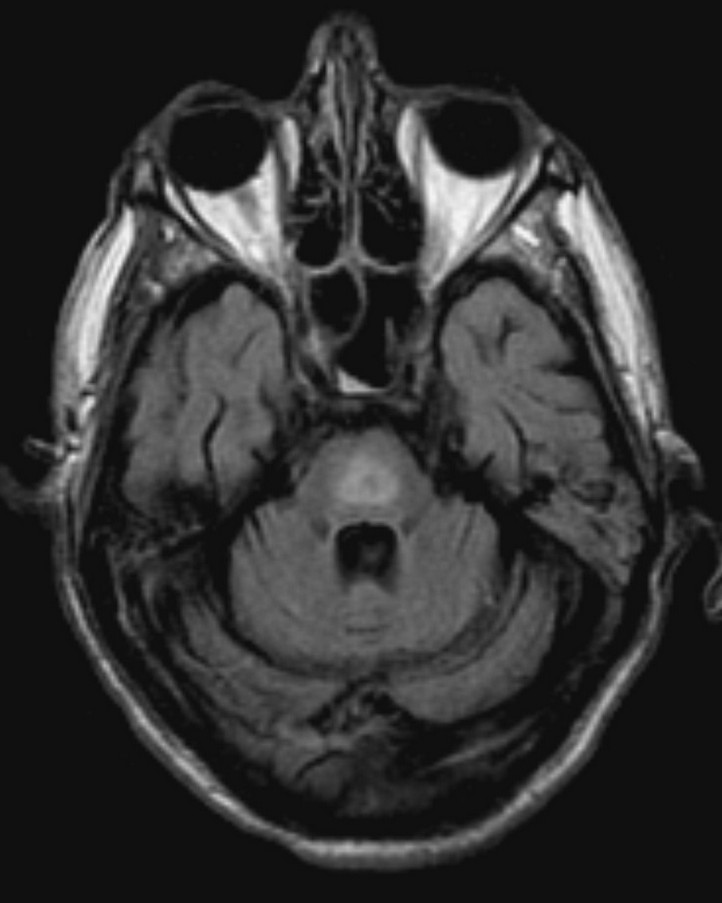
Zentrale pontine Myelinolyse, MRT-Bild des Gehirns axial in FLAIR-Wichtung; krankhaft ist der helle Ring in der Bild-Mitte

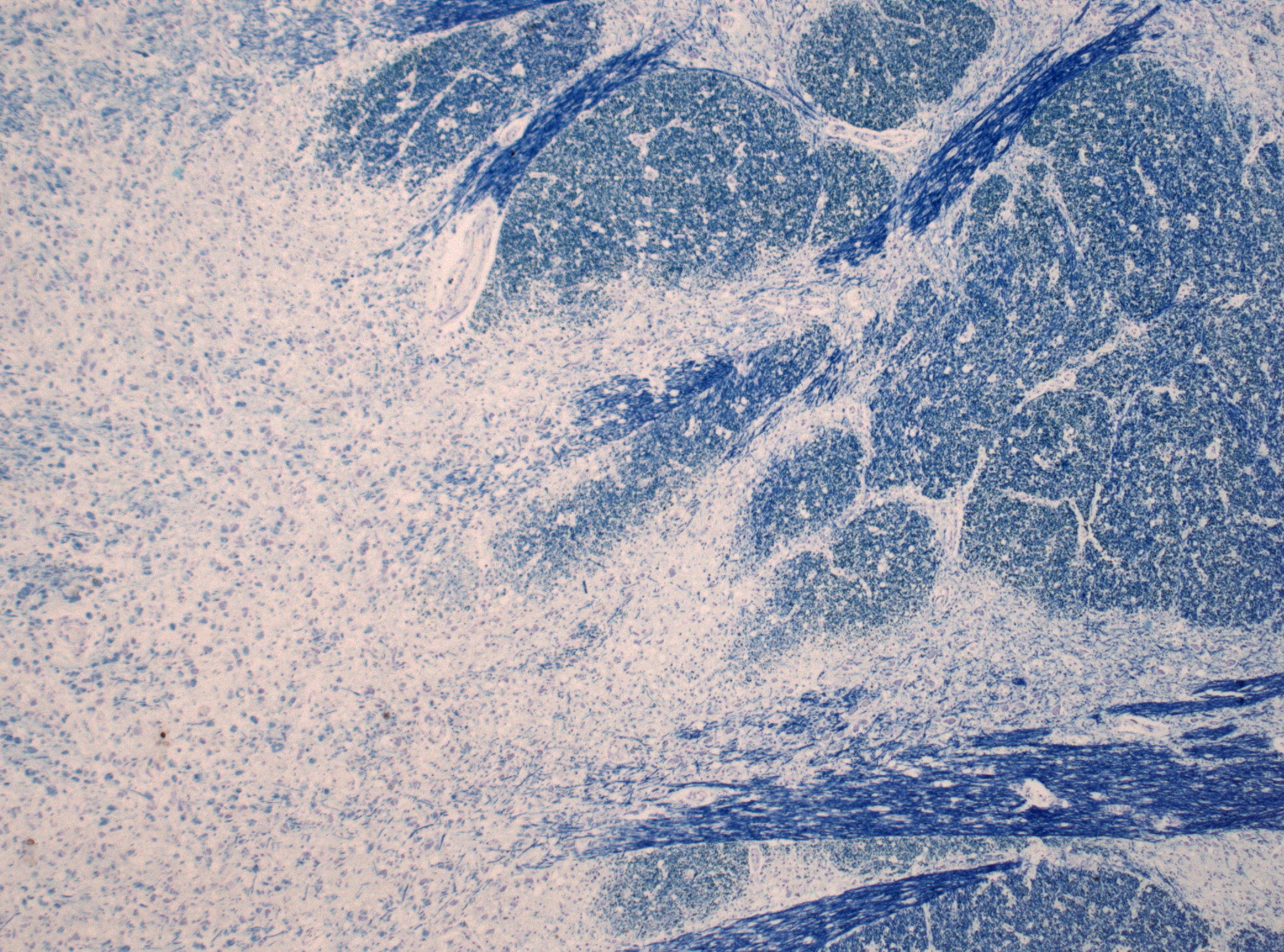
Autopsiefall einer ZPM mit Verlust myelinisierter Fasern (linke Hälfte) im Hirnstamm (Histologie, Markscheidenfärbung)

- Neurologische Untersuchung zur Prüfung der Symptome
- Evozierte Potentiale – besonders die AEP
- Liquorpunktion zum Ausschluss einer Entzündung
- Magnetresonanztomographie (Veränderungen oft erst nach einigen Wochen!)

## Behandlung
Eine gezielte Behandlung nach raschem Anstieg des Serumnatriums ist nicht bekannt, weder in den Tagen bis zum Ausbruch der Erkrankung noch danach.
Daher ist es notwendig, die Krankheitszeichen zu behandeln (symptomatische Therapie):
- Krankengymnastik bei Lähmungen
- Beatmung bei Atemlähmung
- Tracheotomie bei schwerer Schluckstörung
- Vorbeugung gegen Komplikationen der Bettlägerigkeit (Thrombose, Pneumonie, Dekubitus)
- Logopädische Therapie bei Dysarthrie und Dysphagie

## Vorbeugung
Entscheidend ist es, nach Feststellung einer Hyponatriämie nur einen langsamen Ausgleich des Natriumspiegels vorzunehmen. Dabei werden in der wissenschaftlichen Literatur Empfehlungen zwischen 6 und 10 mmol/l pro Tag gegeben. Hierfür sind zwei- bis viermal tägliche Laborkontrollen erforderlich. Die alleinige Verwendung von isotonen Infusionslösungen schützt nicht ausreichend vor einer ZPM, entscheidend ist die Geschwindigkeit des Natriumanstieges.